# Manhattan Building (Chicago)

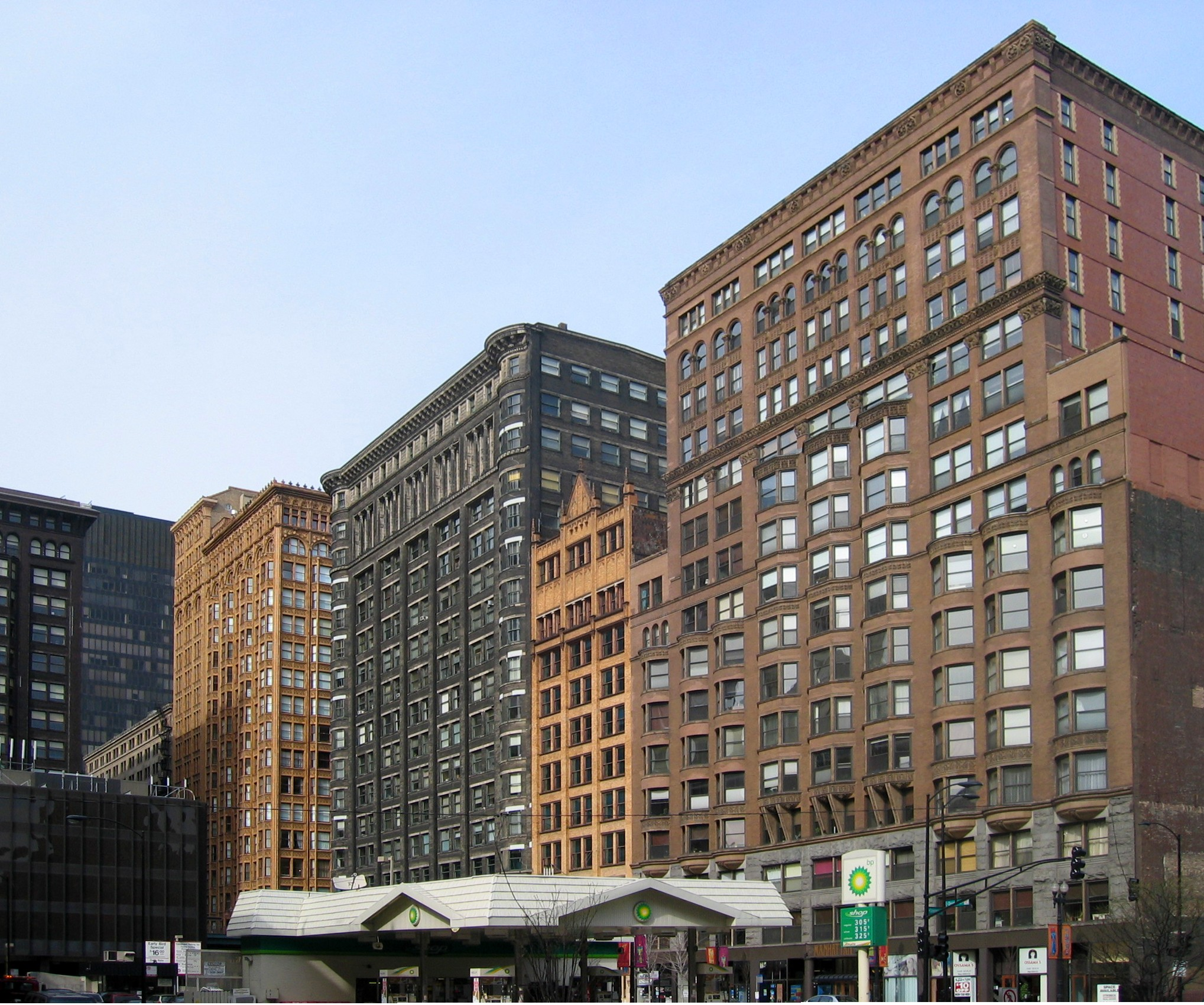
Il Manhattan Building in mezzo ad altri grattacieli storici lungo il distretto storico di South Dearborn Street.

Il Manhattan Building è un edificio di 16 piani al 431 South Dearborn Street a Chicago, Illinois . Fu progettato dall'architetto William Le Baron Jenney e costruito dal 1889 al 1891. È il più antico grattacielo ancora esistente ad utilizzare una struttura portante scheletrica in metallo secondo i criteri dell'architettura moderna .L'edificio è stato la prima sede della Paymaster Corporation ed è inserito nel Registro nazionale dei luoghi storici il 16 marzo 1976 e designato come punto di riferimento di Chicago il 7 luglio 1978. 

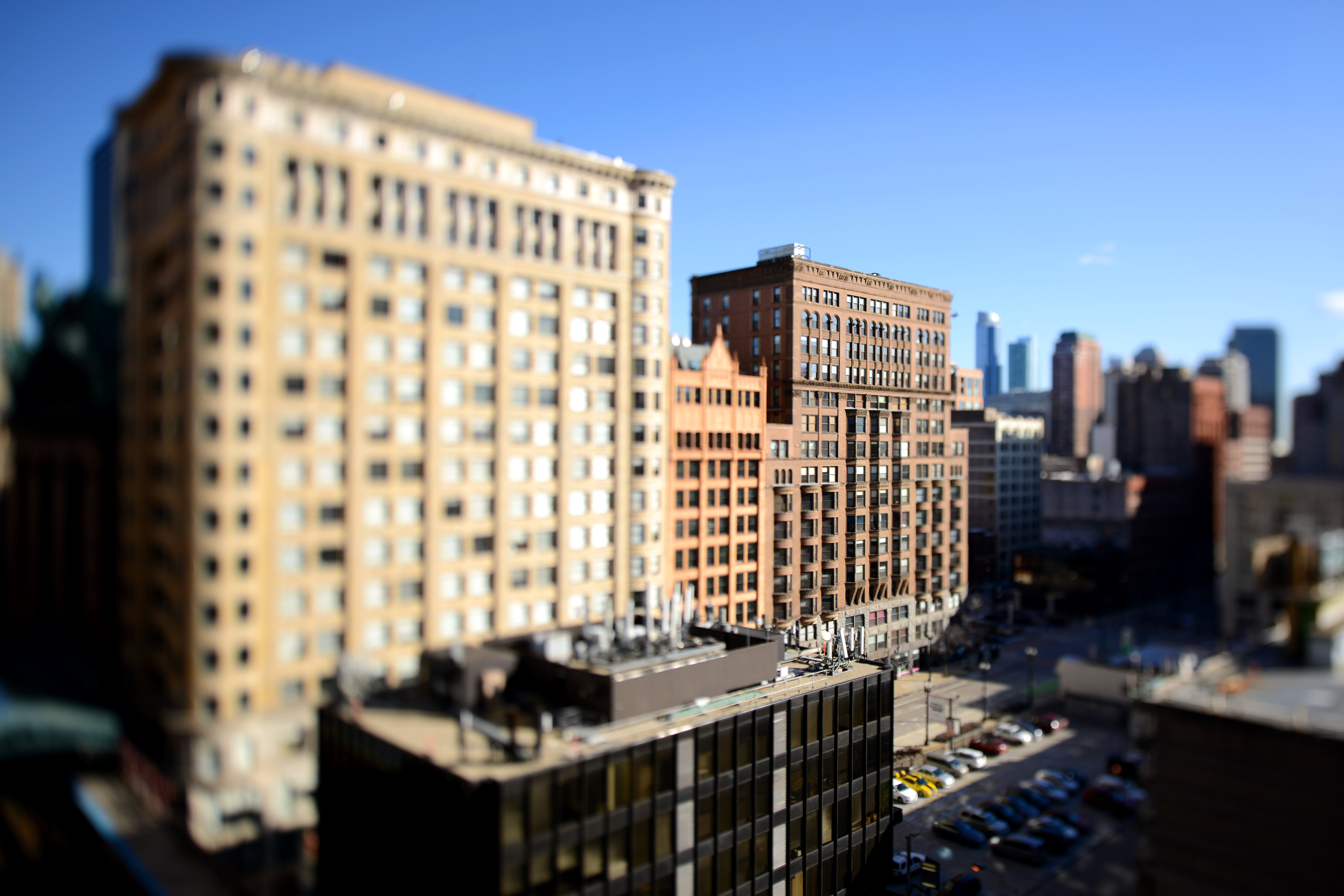
L'edificio visto guardando a Sud lungo il distretto storico di South Dearborn Street.

## Architettura
I caratteristici bovindi forniscono luce agli spazi interni dell'edificio e la combinazione di una facciata in granito per i piani inferiori e una facciata in mattoni per i piani superiori aiuta ad alleggerire il carico posto sulla struttura interna in acciaio. Le pareti nord e sud sono sostenute da travi a sbalzo in acciaio che riportano il carico alla struttura portante interna.
La versatilità e la resistenza della struttura metallica, già sperimentate in forma ridotta in altri edifici come il Ditherington Flax Mill di Londra (alto però solo 5 piani), resero possibile la realizzazione del Manhattan Building. Il grattacielo, che raggiunse allora la sorprendente altezza di 16 piani nel 1891.
Il suo architetto, l'ex ingegnere militare della guerra di Secessione americana William Le Baron Jenney, fu un pioniere nello sviluppo di edifici dal forte sviluppo verticale con scheletro in ferro. Stilisticamente, esso è stato ascritto all'alveo della cosiddetta Scuola di Chicago, insieme ad altri edifici come il Fisher Building (1898), il Monadnock Building (1891) e l'Old Colony Building, ora The Arc at Old Colony Building (1894).

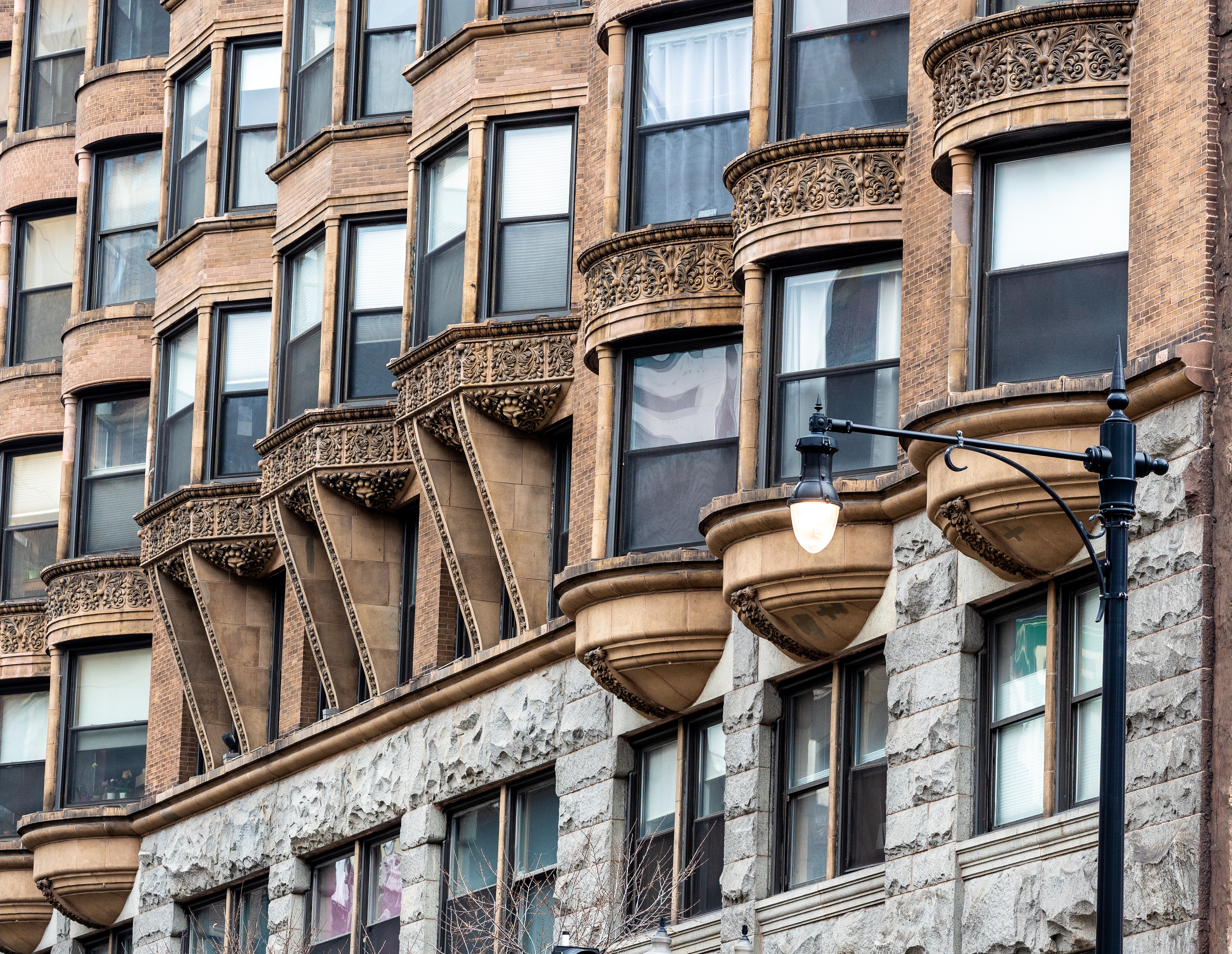
Particolare della facciata

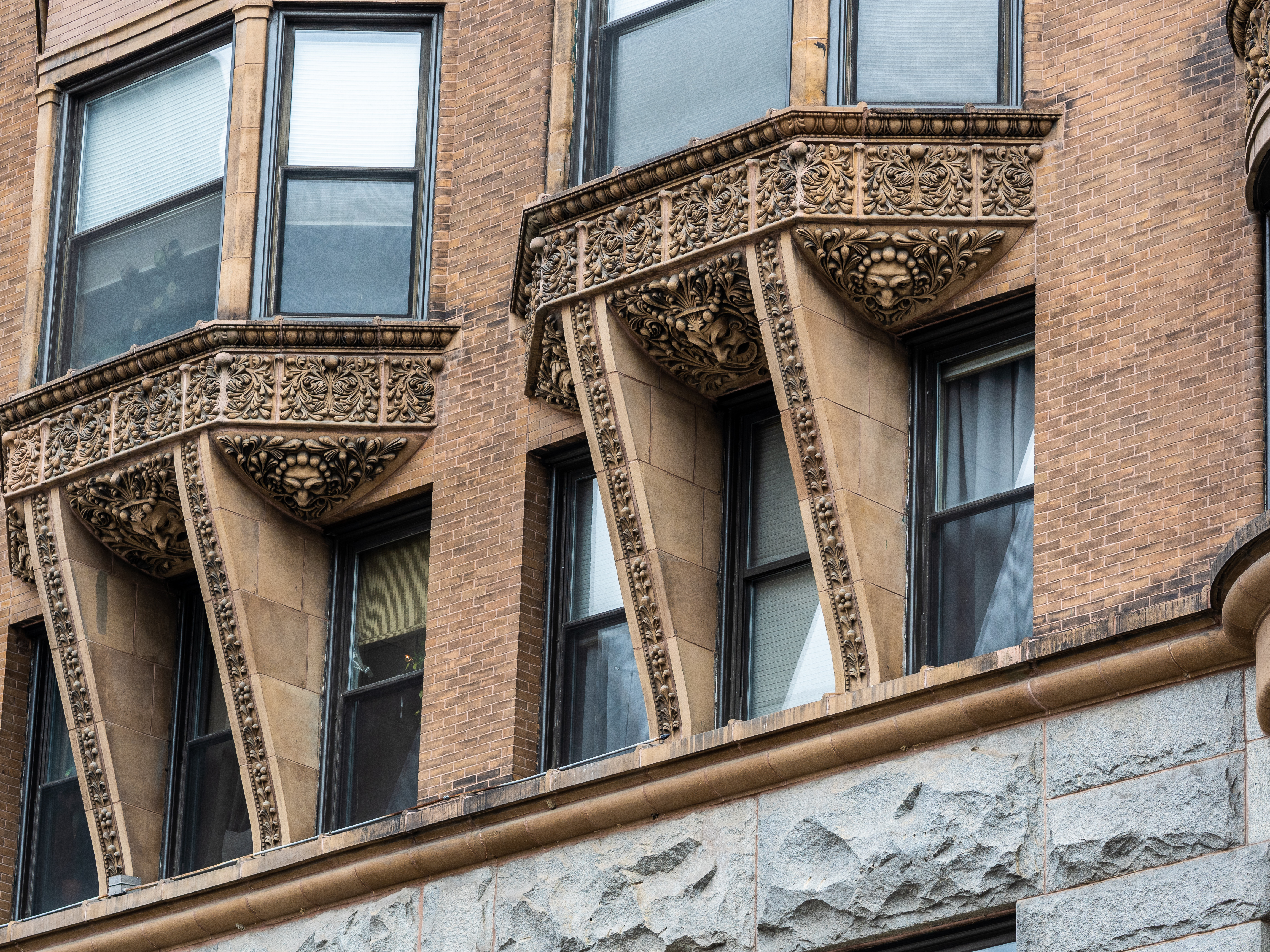
Particolare della finestra

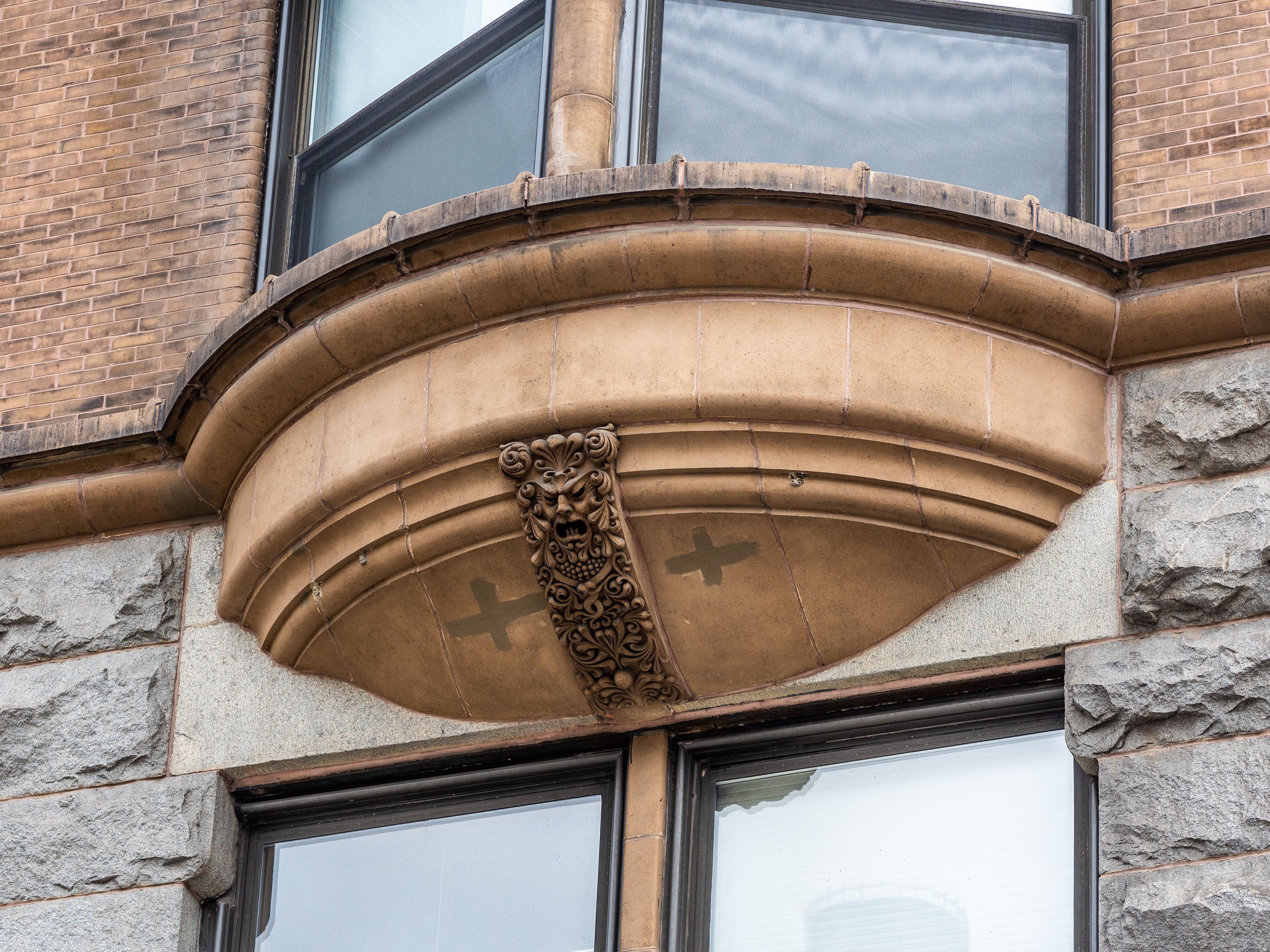
Particolare della finestra

## Riferimenti
1. ↑  Manhattan Building. Archiviato il 3 febbraio 2007 in Internet Archive.
2. ↑  Manhattan Building, Chicago.
3. ↑   Chicago, museo a cielo aperto, su www.nikonschool.it. URL consultato il 30 ottobre 2023.
4. 1 2   Chicago Landmarks - Landmark Details, su webapps1.chicago.gov. URL consultato il 30 ottobre 2023.
5. ↑   Jenney, William le Baron nell'Enciclopedia Treccani, su www.treccani.it. URL consultato il 30 ottobre 2023.
6. ↑   National Historic Landmarks in the Chicago Metropolitan Area, su www.encyclopedia.chicagohistory.org. URL consultato il 30 ottobre 2023.